# Johann Gottfried Ebel
Johann Gottfried Ebel (Sulechów, 6 ottobre 1764 – Zurigo, 8 ottobre 1830) è stato uno scrittore e geologo svizzero.

## Biografia
Ebel nacque in Slesia, allora parte del Regno di Prussia, ma si trasferì in Svizzera, acquisendone la cittadinanza nel 1801. È l'autore di numerose guide turistiche svizzere e la sua opera è servita d'esempio a moltissimi autori dell'Ottocento, come Baedeker, Joanne o Murray.
Nel 1793 egli pubblicò la sua importante guida della svizzera in due volumi che sarà poi successivamente tradotta in francese due anni più tardi con il titolo di Instructions pour le voyageur qui se propose de partorir la Suisse de la manière la plus utile et la plus propre à lui procurer les jouissances dont cetre contrée abonde. Le traduzioni francesi gli permettono di continuare la sua carriera; le due edizioni da lui autorizzate si trasformarono nel Manuel du voyageur en Suisse (1810-1811 e 1817-1818) grazie al quale Ebel costruì la sua reputazione.
Le guide Ebel sono le opere più importanti dell'epoca, la cui reputazione gli permise anche di conquistare anche il pubblico britannico che ne tradusse le opere in lingua (Ebel's Traveller's Guide through Switzerland, Samuel Leigh, 1818; e Guide through Switzerland Chiefly Compiled from Ebel and Coxe, Calignani, 1825).

## Opere
- Manuel du voyageur en Suisse. Ouvrage ou l'on trouve les directions nécessaires pour recueillir tout le fruit et toutes les jouissances que peut se promettre un etranger qui parcourt ce pays, Paris: H. Langlois, 1818.